# Economia matemática
A economia matemática é a aplicação de métodos matemáticos para representar teorias econômicas e analisar problemas propostos pela economia. Ela permite a formulação e derivação de relações chave em uma teoria com claridade, generalidade, rigor e simplicidade. Por convenção, os métodos se referem àqueles por trás da simples geometria, tais como cálculo diferencial e integral, equações diferenciais, álgebra matricial e programação matemática e outros métodos computacionais.
A matemática permite aos economistas formular proposições significativas e testáveis sobre muitos assuntos complexos e abrangentes que não poderiam ser adequadamente expressas informalmente. Além disso, a linguagem da matemática permite aos economistas fazer afirmações claras, específicas e positivas sobre assuntos controversos ou contenciosos que seriam impossíveis sem a matemática. Grande parte da teoria econômica é atualmente apresentada em termos de modelos econômicos matemáticos, um conjunto de relações matemáticas estilizadas e simplificadas que clareiam suposições e implicações.
Aplicações abrangentes incluem:
- Problemas de otimização para alcançar o equilíbrio, seja de famílias, de firmas, ou de decisores políticos;
- Análise estática (ou de equilíbrio) na qual a unidade econômica (tal como uma família) ou sistema econômico (tal como um mercado ou a economia) é modelado como imobilizado, sem mudanças;
- estática comparativa de uma mudança de um equilíbrio para outro induzido por uma mudança em um ou mais fatores;
- Análise dinâmica, rastreando mudanças em um sistema econômico ao longo do tempo, por exemplo, pelo crescimento econômico.[1][5][6]

A modelagem econômica formal começou no século XIX com o uso de cálculo diferencial para representar e explicar o comportamento econômico, tais como a maximização da utilidade, uma aplicação da otimização matemática. A economia tornou-se mais matemática como uma disciplina durante a primeira metade do século XX, mas a introdução de técnicas novas e generalizadas no período por volta da Segunda Guerra Mundial, como na teoria dos jogos, expandiria ainda mais o uso de formulações matemáticas na economia.
Essa rápida sistematização da economia assustou os críticos da disciplina bem como de alguns economistas notórios. John Maynard Keynes, Robert Heilbroner, Friedrich Hayek e outros criticaram o uso indiscriminado de modelos matemáticos do comportamento humano, argumentando que algumas escolhas humanas não são traduzíveis para a matemática.

## História
O uso da matemática a serviço da análise social e econômica data de antes do século XVII. Principalmente nas universidades alemãs, um estilo de instrução emergiu, que lidava especificamente com a apresentação detalhada de dados como relacionados à administração pública. Gottfried Achenwall enveredou nesse estilo, cunhando o termo estatística. Ao mesmo tempo, um pequeno grupo de professores na Inglaterra estabeleceu um método de "raciocínio por números quanto às coisas relativas ao governo" e chamou esta prática de Political Arithmetick. Sir William Petty escreveu sobre assuntos que mais tarde iriam receber atenção dos economistas, tais como taxação, velocidade da moeda e renda nacional, mas apesar de sua análise ser numérica, ele rejeitou a metodologia matemática abstrata. O uso de Petty de dados numéricos detalhados (junto com John Graunt) influenciaria estatísticos e economistas por algum tempo, apesar das obras de Petty terem sido amplamente ignoradas por acadêmicos ingleses.
A matematização da economia começou de fato no século XIX. A maior parte da análise econômica da época era o que mais tarde se chamaria economia clássica. Os assuntos eram discutidos usando meios algébricos, mas o cálculo não era usado. Até a publicação de The Isolated State, de Johann Heinrich von Thünen, em 1826, os economistas não desenvolveram modelos explícitos e abstratos para o comportamento a fim de aplicar ferramentas da matemática. O modelo de Thünen para o uso da terra representa o primeiro exemplo da análise marginal. A obra de Thünen foi em sua maior parte teórica, mas ele também buscou dados empíricos a fim de tentar dar suporte a suas generalizações. Em comparação com seus contemporâneos, Thünen construiu modelos e ferramentas econômicos, ao invés de apenas aplicar ferramentas já existentes a problemas novos.
Enquanto isso, um novo grupo de estudiosos buscaram aprender os métodos matemáticos das ciências físicas, defendendo e aplicando esses métodos a seus campos. Nesse grupo incluía-se W.S. Jevons, que apresentou um artigo sobre "teoria matemática geral da economia política" em 1862, fornecendo um resumo para uso da teoria da utilidade marginal na economia política. Em 1871, ele publicou Os Princípios da Economia Política, declarando que o assunto, como ciência, "deve ser matematicamente simples, pois ela elida com quantidades". Jevons esperava que dados estatísticos de preços e quantidades permitiriam que seu campo se tornasse uma ciência exata. Outros economistas o precederam e seguiram na expansão das representações matemáticas de problemas econômicos.

### Os marginalistas e as raízes da economia neoclássica

Quantidades de equilíbrio como uma solução de duas funções de reação no duopólio de Cournot. Cada função de reação é expressa como uma equação linear dependente da quantidade demandada

Augustin Cournot e Léon Walras construíram as ferramentas da disciplina axiomaticamente ao redor da utilidade, argumentando que os indivíduos buscam maximizar suas utilidades pelas escolhas de uma forma que poderia ser descrita matematicamente. Na época, pensava-se que a utilidade era quantificável. Cournot, Walras e Francis Ysidro Edgeworth são considerados os precursores da moderna economia matemática.

#### Augustin Cournot
Cournot, um professor de matemática, desenvolveu um tratamento matemático em 1838 para o duopólio - uma condição de mercado definida pela competição entre dois vendedores. Esse tratamento de competição, publicado pela primeira vez em Researches into the Mathematical Principles of Wealth, é chamado de duopólio de Cournot. Assume-se que ambos os vendedores possuem acesso igual ao mercado e que podem produzir seus bens sem custos. Além disso, assume-se que ambos os bens são homogêneos. Cada vendedor variaria sua produção baseado na produção do outro e o preço de mercado seria determinado pela quantidade total ofertada. O lucro de cada firma seria determinado pela multiplicação de sua produção pelo preço de mercado unitário. Diferenciando a função de lucro quanto à quantidade ofertada por cada firma levaria a um sistema de equações lineares, com uma solução simultânea que daria a quantidade, preço e lucros de equilíbrio. As contribuições de Cournot para a matematização da economia seriam negligenciadas por décadas, mas posteriormente influenciariam muitos dos marginalistas. Os modelos de Cournot de duopólio e oligopólio também representam uma das primeiras formulações de jogo não-cooperativo. Atualmente, a solução pode ser considerada um equilíbrio de Nash, apesar de ter a obra de Cournot precedido a moderna teoria dos jogos em mais de 100 anos.

#### Léon Walras
Enquanto Cournot forneceu uma solução para o que mais tarde seria chamado de equilíbrio parcial, Léon Walras tentou formalizar a discussão da economia como um todo através da teoria do equilíbrio geral. O comportamento de cada ator econômico seria considerado tanto do lado da produção quanto do lado do consumo. Walras originalmente apresentou quatro modelos separados de troca, cada um recursivamente incluído no próximo. A solução do sistema de equações resultante (tanto linear quanto não-linear) é o equilíbrio geral. Na época, nenhuma solução geral poderia ser expressa para um sistema de muitas equações, mas as tentativas de Walras produziram dois resultados famosos na economia. O primeiro é a lei de Walras e o segundo é o princípio de tentativa e erro. O método de Walras era considerado altamente matemático para a época e Edgeworth comentou longamente sobre este fato em sua resenha de Éléments d'économie politique pure (Elementos da Economia Política Pura).
A lei de Walras foi introduzida como uma resposta teórica ao problema de determinação das soluções no equilíbrio geral. Sua notação é diferente da notação moderna mas pode ser construída usando uma notação resumida mais moderna. Walras supunha que no equilíbrio, todo o dinheiro seria gasto com todos os bens: cada bem seria vendido a preço de mercado para aquele bem, e todo comprador gastaria até sua última moeda em uma cesta de bens. A partir dessa suposição, Walras poderia, então, mostrar que se existissem n mercados e n-1 mercados limpos (que alcançaram condições de equilíbrio), o n-ésimo mercado também estaria em equilíbrio. Isto é mais fácil de se visualizar com dois mercados (considerados em muitos textos como um mercado de bens e um merado de dinheiro). Se um dos dois mercados alcançasse um estado de equilíbrio, nenhum bem adicional (ou inversamente, dinheiro) poderia entrar ou sair do segundo mercado, assim ele deveria estar também em um estado de equilíbrio. Walras usou essa afirmação para provar a existência de soluções de equilíbrio geral mas atualmente é muito usada para ilustrar o equilíbrio em mercados de dinheiro a nível de graduação.
Tâtonnement (em francês, para apalpando) foi usada como a expressão prática do equilíbrio geral walrasiano. Walras abstraiu o mercado como um leilão de bens onde o leiloeiro gritaria os preços e os participantes do mercado esperariam até que cada um deles pudesse satisfazer seus preços de reserva pessoais para a quantidade desejada (lembrando que se trata de um leilão com todos os bens, assim todos têm um preço de reserva para sua cesta desejada de bens).
Apenas quando todos os compradores estivessem satisfeitos com o preço de mercado dado é que as transações ocorreriam. O mercado entraria em equilíbrio exatamente no preço - nenhum excedente ou escassez existiria. A palavra tâtonnement é usada para descrever as direções que o mercado toma apalpando para o equilíbrio, definindo preços mais altos ou baixos em diferentes bens até que um preço seja acordado para todos os bens. Apesar de o processo parecer dinâmico, Walras apresentou apenas um modelo estático, com nenhuma transação ocorrendo até que todos os mercados estivessem em equilíbrio. Na prática, muitos poucos mercados operam dessa maneira.

#### Francis Ysidro Edgeworth
Edgeworth introduziu elementos matemáticos à economia explicitamente em Mathematical Psychics: An Essay on the Application of Mathematics to the Moral Sciences, publicado em 1881. Ele adotou o cálculo da felicidade de Jeremy Bentham para o comportamento econômico, permitindo o resultado de cada de cisão ser convertido em uma mudança na utilidade. Usando essa suposição, Edgeworth construiu um modelo de trocas com três suposições: os indivíduos são egoístas, os indivíduos agem para maximizar sua utilidade, e os indivíduos são "livres para recontratar com outros independentemente de qualquer terceira parte".
Dados dois indivíduos, o conjunto de soluções em que ambos os indivíduos podem maximizar sua utilidade é descrito como a curva de contrato, no que hoje é conhecida como a caixa de Edgeworth. Tecnicamente, a construção da solução de duas pessoas do problema de Edgeworth não foi desenvolvida graficamente até 1924 por Arthur Lyon Bowley. A curva de contrato da caixa de Edgeworth (ou, de modo mais geral, qualquer conjunto de soluções para o problema de Edgeworth com muitos atores) é chamada de núcleo de uma economia.
Edgeworth dedicou um esforço considerável insistindo que as provas matemáticas era apropriadas para todas as escolas de pensamento na economia. Enquanto à frente do The Economic Journal, ele publicou alguns artigos criticando o rigor matemático dos pesquisadores rivais, incluindo Edwin Robert Anderson Seligman, um cético da economia matemática. Os artigos focavam-se na incidência de impostos  e nas respostas dos produtores. Edgeworth percebeu que um monopólio que produz um bem que tem ações coordenadas da oferta mas sem cooperação na demanda (tais como a primera classe e a econômica em um avião, se o avião voa, ambos conjuntos de assentos voam ao mesmo tempo) pode até diminuir o preço visto pelo consumidor para um ou dois produtos se o imposto fosse aplicado. De senso comum e mais tradicional, a análise numérica parecia indicar que isto era um absurdo. Seligman insistiam que os resultados que Edgeworth alcançou eram um truque de sua formulação matemática. Ele sugeriu que a suposição de uma função contínua de demanda e uma mudança infinitesimal nos impostos resultavam nas suposições paradoxicais. Harold Hotelling  mais tarde mostrou que Edgeworth estava correto e que o mesmo resultado (uma "diminuição de preço como resultado do imposto") poderia ocorrer com uma função descontínua de demanda e grandes mudanças da na taxa de impostos.

## Economia matemática moderna
No final da década de 1930, os economistas viam um amplo uso de uma variedade de ferramentas matemáticas, incluindo conjuntos convexos e teoria dos grafos. Os matemáticos começaram a discutir problemas econômicos como um meio de avançar o nível da matemática pura da mesma forma que as soluções para os problemas na física levaram ao avanço na matemática de base.

### Cálculo diferencial
Vilfredo Pareto  analisou a microeconomia ao tratar decisões de atores econômicos como tentativas de mudar uma dada alocação de bens para outra, uma alocação mais preferida. Conjuntos de alocações poderiam então ser tratadas como eficientes de Pareto (ótimo de Pareto é um termo equivalente) quando nenhuma troca poderia ocorrer entre atores que poderiam deixar ao menos um indivíduo em melhor situação sem deixar outro indivíduo pior. A prova de Pareto é frequentemente confundida com o equilíbrio walrasiano ou informalmente atribuída a hipótese de mão invisível de Adam Smith. Ao contrário, a afirmação de Pareto foi a primeira afirmação formal do que seria conhecido como o primeiro teorema fundamental da economia do bem estar. Faltavam a esses modelos as desigualdades da geração seguinte da economia matemática.
No histórico tratado Foundations of Economic Analysis (1947), Paul Samuelson identificou um paradigma e estrutura matemática comuns em diferentes campos do assunto, com base nos trabalhos anteriores de Alfred Marshall. Foundations aproveitou conceitos matemáticos da física e aplicou-os a problemas econômicos. Essa visão ampla (por exemplo, comparando o Princípio de Le Châtelier com o leilão walrasiano) originou a premissa fundamental da economia matemática: sistemas de atores econômicos podem ser modelados e seu comportamento pode ser descrito assim como qualquer outro sistema. Esta extensão continuou a obra dos marginalistas no século anterior e a estendeu significativamente. Samuelson abordou o problema de aplicar a maximização da utilidade individual em grupos agregados com a estática comparativa, que compara dois diferentes estados de equilíbrio após uma mudança exógena em uma variável. Este e outros métodos no livro forneceram os fundamentos para a economia matemática do século XX.

### Modelos lineares
Modelos restritos de equilíbrio geral foram formulados por John von Neumann em 1938: Ao contrários das versões anteriores, os modelos de von Neumann tinham restrições de desigualdade. Para seu modelo de uma economia em expansão, von Neumann provou a existência e a unicidade de um equilíbrio usando sua generalização do teorema do ponto fixo de Brouwer. O modelo de uma economia em expansão de von Neumann considerava a o elemento  A - λ B  com matrizes não-negativas A e B. Von Neumann utilizou os vetores de probabilidade p e q e um número positivo λ que resolveria a equação de complementaridade
 pT (A - λ B) q = 0,
junto com dois sistemas de desigualdade que expressam a eficiência econômica. Neste modelo, o vetor de probabilidade (matriz transposta) p representa os preços dos bens enquanto o vetor de probabilidade q representa a "intensidade" com a qual o processo de produção ocorreria. A solução única λ representa a taxa de crescimento da economia, que iguala a taxa de juros. Provar a existência de uma taxa de crescimento positiva e as taxas de juros iguais foram avanços notáveis, até mesmo para von Neumann. Osresultados de von Neumann foram vistos como um caso especial de programação linear, no qual o modelo de von Neumann usa apenas matrizes não-negativas. O estudo do modelo de von Neumann de uma economia em expansão continua a interessar economistas matemáticos com interesse com economia computacional.

#### Economia input-output
Em 1936, o economista russo Wassily Leontief construiu seu modelo de análise input-output a partir das tabelas de 'balanço de materiais' construídas por economistas soviéticos, que haviam se inspirado nas obras de economistas austríacos e fisiocratas. Com seu modelo, que descrevia um sistema de processos de produção e demanda, Leontief descrevia como as mudanças na demanda em um setor econômico influenciaria a produção em outro setor. Na prática, Leontief estimou os coeficientes de seus modelos simples, a fim de abordar questões de interesse econômico. Na economia da produção, as "tecnologias de Leontief" produzem resultados usando proporções constantes de insumos (input), independentemente  de seus preços, reduzindo o valor dos modelos de Leontief para a compreensão das economias, mas permitindo que seus parâmetros fossem estimados com relativa facilidade. Em contraste, o modelo de von Neumann de uma economia em expansão permite a escola de técnicas, mas os coeficientes precisam ser estimados para cada tecnologia.

### Otimização matemática
Problemas de otimização aparecem na economia moderna, muitos com restrições econômicas ou técnicas explícitas. Propriedades de otimalidade para um sistema de mercado pode ser traduzida em termos matemáticos, assim como para o modelo Arrow-Debreu de equilíbrio geral. Mais concretamente, muitos problemas são passíveis de solução analítica (fórmulas). Muitos outros podem ser suficientemente complexos para exigir métodos numéricos de solução, auxiliado por softwares.
A programação linear e não-linear enriqueceu profundamente a microeconomia, que anteriormente considerava apenas restrições de igualdade. Muitos dos economistas matemáticos que receberam Prêmios Nobel de Economia conduziram pesquisas notáveis usando a programação linear: Leonid Kantorovich, Leonid Hurwicz, Tjalling Koopmans, Kenneth J. Arrow, e Robert Dorfman, Paul Samuelson, e Robert Solow. Tanto Kantorovich quanto Koopmans reconheciam que George Dantzig  merecia compartilhar os seus Prêmios Nobel pela programação linear. Economistas que conduziram pesquisas em programação não linear também ganharam Prêmios Nobel, nomeadamente Ragnar Anton Kittil Frisch, além de Kantorovich, Hurwicz, Koopmans, Arrow, e Samuelson.

#### Otimização linear
A programação linear foi desenvolvida para auxiliar a alocação de recursos nas firmas e em indústrias durante a década de 1930 na Rússia e durante a década de 1940 nos Estados Unidos. Durante o bloqueio de Berlim (1948), a programação linear foi usada para planejar o transporte de suprimentos a fim de prevenir que Berlim morresse de fome depois do bloqueio soviético.

#### Programação não linear
Extensões da otimização não-linear com restrições de desigualdade surgiram em 1951 por Albert W. Tucker e Harold Kuhn, que consideraram o problema de otimização não-linear:
{\displaystyle {\text{Minimize }}\;f(x)}
{\displaystyle {\text{subject to: }}}
{\displaystyle g_{i}(x)\leq 0,h_{j}(x)=0}
onde {\displaystyle f(\cdot )} é a função a ser minimizada, {\displaystyle g_{i}(\cdot )\ (i=1,\ldots ,m)} são as funções das restrições de desigualdade e {\displaystyle h_{j}(\cdot )\ (j=1,\ldots ,l)} são as funções de restrições de igualdade, e {\displaystyle m} e {\displaystyle l} são o número de desigualdades e restrições de igualdade, respectivamente. Ao permitir restrições de desigualdade, a abordagem de Kuhn-Tucker generalizou o método clássico de multiplicadores de Lagrange, que (até então) permitia apenas restrições de igualdade. A abordagem de Kuhn-Tucker inspirou mais pesquisas sobre a dualidade lagrangeana, incluindo o tratamento das restrições de desigualdade. A teoria da dualidade da programação não-linear é particularmente satisfatória quando aplicada a problemas de minimização convexa, que se aproveita da teoria da dualidade convexo-analítica de Fenchel e Rockafellar. Essa dualidade convexa é particularmente forte para funções convexas poliédricas, tais como aquelas que aparecem na programação linear. A dualidade lagrangeana e a análise convexa são usadas diariamente em operações de investigação, programação de usinas nucleares, o planejamento de produção de fábricas e na definição de rotas de companhias aéreas.

### Teoria dos jogos
Trabalhando com Oskar Morgenstern no livro de theory of games, von Neumann declarou que a teoria econômica necessitava usar métodos analíticos funcionais, especialmente conjuntos convexos e o teorema do ponto fixo topológico, ao invés do tradicional cálculo diferencial, porque o operador-máximo não preservava diferentes funções. Continuando com o trabalho de von Neumann na teoria do jogo cooperativo, os teoristas dos jogos Lloyd S. Shapley, Martin Shubik, Hervé Moulin, Nimrod Megiddo e Bezalel Peleg influenciaram a pesquisa econômica. Por exemplo, pesquisas sobre preços justos em jogos cooperativos e valores justos para jogos de votação levaram a regras diferentes para votação nas legislaturas e na contabilidade de custos em projetos de obras públicas: um exemplo é o uso da teoria do jogo cooperativo no projeto de um sistema de distribuição de água no sul da Suécia, e a instalação de linhas telefônicas dedicadas nos Estados Unidos.
Seguindo o programa de von Neumann, John Nash usou a teoria do ponto fixo para provar que seus jogos não-cooperativos e seus problemas de barganha tinham equilíbrio. Por décadas, a teoria do jogo não-cooperativo foi adotada por um grande número de microeconomistas, cuja obra iluminou problemas de organização industrial. Em 1994, Nash, John Harsanyi, e Reinhard Selten receberam o Prémio de Ciências Económicas em Memória de Alfred Nobel pelas suas obras sobre jogos não-cooperativos. Harsanyi e Selten foram premiados por sua obra sobre jogos repetidos.

### Economia computacional baseada no agente
A economia computacional baseada no agente é uma abordagem recente que se aproveita da teoria dos jogos e avanços nas técnicas computacionais e analíticas para modelar sistemas econômicos como resultados de "agentes intencionais que interagem no espaço e no tempo e cujas interações criam padrões emergentes."

### Análise funcional
Seguindo o programa de von Neumann, Kenneth Arrow e Gérard Debreu formularam modelos abstratos de equilíbrio econômico usando conjuntos convexos e a teoria do ponto fixo. Introduziram o modelo Arrow-Debreu em 1954 e provaram a existência (mas não unicidade) de um equilíbrio e também que todo equilíbrio walrasiano é eficiente de Pareto. Em geral, os equilíbrios não precisam ser únicos. Em seus modelos, o espaço vetorial ("primal") representa quantidades enquanto o espaço vetorial "dual" representa preços.
Na Rússia, o matemático Leonid Kantorovich desenvolveu modelos econômicos em espaços vetoriais parcialmente ordenados, que enfatizavam a dualidade entre quantidades e preços. Oprimido pelo comunismo, Kantorovich renomeou os preços como "valores objetivamente determinados", que era abreviados em russo como "o. o. o.", em alusão à dificuldade de discutir preços na União Soviética.
Mesmo em finitas dimensões, os conceitos de análise funcional iluminaram a teoria econômica, particularmente na clarificação do papel dos preços como vetores normais de um hiperplano dando suporte a um conjunto convexo, representando possibilidades de produção ou consumo. No entanto, problemas de descrição da otimização com o passar do tempo ou sob incerteza exigem o uso de espaços de função com dimensões infinitas, porque os agentes escolhem entre funções ou processos estocásticos.

### Cálculo de variações e controle ótimo
O problema de encontrar funções ótimas é estudado no cálculo de variações e na teoria do controle ótimo. Antes da Segunda Guerra Mundial, Frank Ramsey e Harold Hotelling usaram o cálculo de variações para econtrar soluções ótimas para problemas econômicos dinâmicos.
A teoria do controle ótimo começou a ser usada para resolver problemas dinâmicos na economia, especialmente os modelos de crescimento econômico, logo após a obra de Richard Bellman sobre programação dinâmica e após a publicação da tradução inglesa do livro de Pontryagin et al. Aplicações da teoria do controle ótimo incluem aquelas em crescimento econômico, finanças, inventórios e produção, por exemplo.

### Renascença diferencial
Como discutido abaixo, seguindo as inovações de John von Neumann na economia, e particularmente após sua introdução de análise funcional e topologia na teoria econômica, a economia matemática avançada teve poucas aplicações de cálculo diferencial. Em particular, os teoristas do equilíbrio geral usavam a topologia geral, geometria convexa e teoria da otimização mais do que o cálculo diferencial, pois a abordagem do cálculo diferencial falhou em estabelecer a existência de um equilíbrio.
Entretanto, o declínio do cálculo diferencial não deveria ser exagerado, pois ele sempre foi usado na pós-graduação e em aplicações. Além disso, o cálculo diferencial havia retornado aos mais altos níveis da economia matemática e teoria do equilíbrio geral, como praticado pelo "GET-set" (o nome jocoso dado por Jacques H. Drèze). Nas décadas de 1960 e 1970, no entato, Gérard Debreu e Stephen Smale lideraram um renascimento da utilização do cálculo diferencial na economia matemática. Em particular, eles foram capazes de provar a existência de um equilíbrio geral, sendo que os economistas anteriores haviam falhado, usando suas novas ferramentas: Espaço de Baire da topologia geral e o lema de Sard da topologia diferencial. Outros economistas associados ao uso da análise diferencial incluem Egbert Dierker, Andreu Mas-Colell, e Yves Balasko. Esses avanços mudaram a narrativa tradicional da história da economia matemática, seguindo von Neumann, que celebrou o abandono do cálculo diferencial.

## A matematização da economia

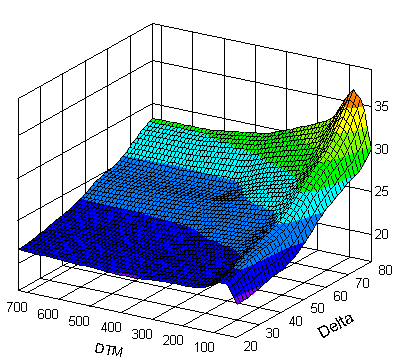
A superfície do sorriso da volatilidade é uma superfície 3-D através da qual a atual volatilidade implícita do mercado (eixo Z) para todas as opções são traçadas contra o preço de exercício e tempo para a maturidade (eixos X e Y).

Ao longo do século XX, artigos nos principais jornais de economia eram escritos quase que exclusivamente por economistas da academia. Como um resultado, a maior parte do material transmitido nesses jornais era relacionado à teoria econômica, e "a própria teoria econômica estava continuamente sendo mais abstrata e matemática". Uma avaliação subjetiva das técnicas matemáticas empregadas nesses jornais mostrou uma diminuição nos artigos que não usavam nem representações geométricas nem notação matemática de 95% em 1892 para 5,3% em 1990.  Uma pesquisa de 2007 em dez dos mais conceituados jornais econômicos descobriu que apenas 5,8% dos artigos publicados em 2003 e 2004 não usavam a análise estatística de dados e expressões matemáticas que eram indexadas a números na margem da página.

## Econometria
Entre as guerras mundiais, os avanços na estatística matemática e um grupo de economistas matematicamente treinados levaram ao surgimento da econometria, que era o nome proposto para a disciplina da economia avançada que usava matemática e estatística. Na economia, a "econometria" normalmente foi usada para métodos estatísticos na economia, ao invés da economia matemática. A econometria estatística apresenta a aplicação da regressão linear e análise de séries de tempo para dados econômicos.
Ragnar Frisch cunhou a palavra "econometria" e ajudou a fundar tanto a Econometric Society em 1930, quanto o jornal Econometrica em 1933. Um estudante de Frisch, Trygve Haavelmo publicou The Probability Approach in Econometrics em 1944, onde ele asseverou que a análise estátistica precisa poderia ser usada como uma ferramenta para validar teorias matemáticas sobre atores econômicos com dados de fontes complexas. Essa ligação da análise estatística de sistemas com a teoria econômica foi também promulgada pela Comissão Cowles (hoje a Cowles Foundation) nas décadas de 1930 e 1940.

### Primeiras obras na econometria
As raízes da econometria moderna podem ser traçadas até o economista norte-americano Henry L. Moore. Moore estudou a produtividade agrícola e tentou encaixar valores variáveis de produtividade para lotes de milhos e outras plantações em uma curva usando diferentes valores de elasticidade. Moore fez alguns erros em sua obra, algumas de sua escolha de modelos e algumas das limitações em seu uso da matemática. A precisão dos modelos de Moore também foi limitada pelos poucos dados da contabilidade nacional dos Estados Unidos na época.
Apesar de seus primeiros modelos de produção serem estáticos, em 1925 ele publicou um modelo de "equilíbrio móvel" dinâmico projetado para explicar ciclos econômicos - essa variação periódica de hipercorreção nas curvas de oferta e demanda é agora conhecida como o modelo cobweb (modelo teia de aranha). Uma derivação mais formal desse modelo foi feita mais tarde por Nicholas Kaldor, que é creditado por sua popularização.

## Aplicação

O modelo IS/LM é um modelo macroeconômico keynesiano projetado para fazer previsões sobre a intersecção da atividade econômica "real" (e.g. despesas, renda, taxas de poupança) e decisões tomadas nos mercados financeiros (oferta monetária e preferência pela liquidez). O modelo não é mais ensinado a nível de graduação mas é comum em cursos de macroeconômica da pós-graduação.

A maior parte da economia clássica pode ser apresentada em termos geométricos simples ou notação matemática elementar. A economia matemática, no entanto, convencionalmente faz uso do cálculo e álgebra matricial na análise econômica a fim de fazer afirmações poderosas que seriam mais difíceis sem tais ferramentas matemáticas. Essas ferramentas são pré-requisitos para o estudo formal, não apenas na economia matemática mas na teoria econômica contemporânea em geral. Os problemas econômicos normalmente envolvem tantas variáveis que a matemática é a única forma prática de atacá-los e resolvê-los. Alfred Marshall argumentou que todo problema econômico  que pode ser quantificado, analiticamente expresso e resolvido, deveria ser tratado por meios do trabalho matemático.
A economia se tornou cada vez mais dependente de métodos matemáticos e as ferramentas que ela emprega se tornaram mais sofisticadas. Como um resultado, a matemática tornou-se consideravelmente mais importante aos profissionais em economia e finanças. Programas de gradução em economia e finanças exigem uma forte preparação de pós-graduação em matemática para admissão e, por esta razão, atraem um crescente número de matemáticos. Os matemáticos aplicados usam princípios matemáticos para problemas práticos, tais como a análise econômica e outros assuntos relacionados à economia, sendo que muitos problemas econômicos são definidos como integrados no escopo da matemática aplicada.
Essa integração resulta da formulação de problemas econômicos como modelos estilizados com suposições limpas e previsões falseáveis. Essa modelagem pode ser informal ou prosaica, como foi em A Riqueza das Nações de Adam Smith, ou pode ser formal, rigorosa e matemática.
De um modo geral, modelos econômicos formais poderiam ser classificados como estocástico ou determinístico e como discreto ou contínuo. Em nível prático, a modelagem quantitativa é aplicada a muitas áreas da economia e algumas metodologias haviam evoluído mais ou menos independentemente das outras.
- Modelos estocásticos são formulados  usando processos estocásticos. Eles modelam valores economicamente observáveis com o passar do tempo. A maior parte da econometria é baseada na estatística para formular e testar hipóteses sobre esses processos ou estimar parâmetros para eles. Entre as Grandes Guerras, Herman Wold desenvolveu uma representação de processos estocásticos estacionários em termos de modelos autoregressivos e uma tendência determinista. Wold e Jan Tinbergen aplicaram a análise de séries temporais a dados econômicos. Pesquisas contemporâneas sobre estatística de séries temporais consideram formulações adicionais de processos estacionários, tais como modelos de média móvel autorregressiva (ARMA). Modelos mais gerais incluem os de heterocedasticidade condicional autorregresiva (ARCH) e ARCH generalizados (GARCH).

- Os modelos matemáticos não-estocásticos podem ser puramente qualitativos (por exemplo, modelos envolvidos em algum aspecto da teoria da escolha social) ou quantitativos (envolvendo racionalização ou variáveis financeiras, por exemplo com coordenadas hiperbólicas e/ou formas específicas de relações funcionais entre variáveis). Em alguns casos, as previsões econômicas de um modelo meramente indicam a direção do movimento das variáveis econômicas, e, portanto, as relações funcionais são usadas somente em um sentido qualitativo: por exemplo, se o preço de um item aumenta, então a demanda por ele irá diminuir. Para tais modelos, os economistas normalmente usam gráficos de duas dimensões ao invés de funções.

- Modelos qualitativos algumas vezes são usados. Um exemplo é o planejamento de cenário qualitativo, no qual eventos futuros possíveis são desconsiderados. Outro exemplo é a análise não numérica de decisões em árvore. Os modelos qualitativos muitas vezes sofrem da falta de precisão.

## Críticas e defesas

### Adequação da matemática para economia qualitativa e complicada
Friedrich Hayek sustentava que o uso de técnicas formais projeta um rigor científico que não representa adequadamente as limitações informacionais encontradas pelos agentes econômicos reais.

### Previsões de teste da economia matemática
O filósofo Karl Popper discutiu o padrão científico da economia  nas décadas de 1940 e 1950. Ele argumentou que a economia matemática sofria por ser tautológica. Em outras palavras, na medida em que a economia tornou-se uma teoria matemática, a economia matemática deixou de confiar na refutação empírica e passou a se voltar para provas e refutações matemáticas. De acordo com Popper, suposições falseáveis podem ser testadas pela experiência e observação, enquanto as suposições infalsificáveis podem ser exploradas matematicamente pelas suas consequências e por sua consistência com outras suposições.
Compartilhando as preocupações de Popper sobre suposições na economia em geral, e não apenas na economia matemática, Milton Friedman declarou que "todas as suposições são irrealistas". Friedman propôs julgar os modelos econômicos por seu poder preditivo ao invés da combinação entre suas suposições e a realidade.

### Economia matemática como uma forma de matemática pura
Considerando a economia matemática, John Maynard Keynes escreveu em A Teoria Geral:

"É um grande erro dos métodos simbólicos pseudo-matemáticos formalizarem um sistema de análise econômica ... que eles expressamente assumem uma independência estrita entre os fatores envolvidos e perdem sua força de convicção e autoridade se essa hipótese não é permitida e que, no discurso comum, no qual não somos cegamente manipulados e sabemos todo o tempo o que estamos fazendo e o que as palavras significam, nós podemos manter "na parte de trás de nossas cabeças" as reservas e qualificações necessárias e as adaptações que teremos de fazer mais tarde, de um modo em que nós não podemos manter diferenciais parciais complicados "atrás" de algumas páginas de álgebra que, supõe-se, irão desaparecer. Uma grande proporção da economia matemática recente é meramente de misturas, tão imprecisas quanto as suposições iniciais nas quais elas se baseiam, e que fazem o autor perder a visão das complexidades e interdependências do mundo real em um labirinto de símbolos pretensiosos e inúteis".

### Defesa da economia matemática
Em resposta a essas críticas, Paul Samuelson argumentou que a matemática é uma linguagem, repetindo a tese de Josiah Willard Gibbs. Na economia, a linguagem da matemática é algumas vezes necessária para representar problemas substantivos. Além disso, a economia matemática levou a avanços conceituais na economia. Em particular, Samuelson deu o exemplo da microeconomia, escrevendo que "algumas pessoas são engenhosas o suficiente para entender suas partes mais complexas... sem recorrer à linguagem matemática, enquanto a maioria dos indivíduos comuns podem fazer isso facilmente com a ajuda da matemática."
Alguns economistas dizem que a economia matemática merece um apoio assim como outras formas de matemática, particularmente seus irmãos na otimização e na estatística, e ainda mais na ciência da computação teórica. A economia matemática e outras ciências matemáticas possuem uma história na qual avanços teóricos têm contribuído regularmente para a reforma dos ramos mais aplicados da economia. Em particular, seguindo o programa de John von Neumann, a teoria dos jogos hoje fornece as bases para descrever grande parte da economia aplicada, da teoria da decisão estatística (como "jogos contra a natureza") e econometria à teoria do equilíbrio geral e organização industrial. No final do século XX, com o surgimento da internet, os economistas matemáticos e os especialistas em otimização e cientistas computacionais trabalharam em problemas de preços de serviços on-line - eles contribuíram usando matemática da teoria dos jogos cooperativos, otimização não-diferenciável e jogos combinatórios.
Robert Solow concluiu que a economia matemática era o núcleo da "infraestrutura" da economia contemporânea:

A economia não é mais uma conversação adequada para senhoras e senhores. Ela se tornou um assunto técnico. Assim como qualquer assunto técnico, ele atrai algumas pessoas que estão mais interessados na técnica do que propriamente no assunto. Isso é muito mau, mas pode ser inevitável. Em qualquer caso, não se engane: o núcleo técnico da economia é uma infraestrutura indispensável para a economia política. Por isso, se você consultar [uma referência na economia contemporânea] à procura do conhecimento sobre o mundo de hoje, você será levado à economia técnica, ou história, ou nada disso.

## Economistas matemáticos
Economistas matemáticos proeminentes incluem, mas não são limitados a, os seguintes (por século de nascimento).

### Século XIX
- Enrico Barone
- Léon Walras
- Antoine Augustin Cournot
- Francis Ysidro Edgeworth
- Irving Fisher
- William Stanley Jevons

### Século XX
| - Wassily Leontief - Charalambos D. Aliprantis - R. G. D. Allen - Maurice Allais - Kenneth J. Arrow - Robert Aumann - Yves Balasko - David Blackwell - Lawrence E. Blume - Graciela Chichilnisky - George Dantzig - Gérard Debreu - Jacques H. Drèze - David Gale | - Nicholas Georgescu-Roegen - Roger Guesnerie - Frank Hahn - John C. Harsanyi - John R. Hicks - Werner Hildenbrand - Harold Hotelling - Leonid Hurwicz - Leonid Kantorovich - Tjalling Koopmans - David M. Kreps - Harold W. Kuhn - Edmond Malinvaud | - Andreu Mas-Colell - Eric Maskin - Nimrod Megiddo - James Mirrlees - Roger Myerson - John Forbes Nash - John von Neumann - Edward Prescott - Roy Radner - Frank Ramsey - Donald John Roberts - Paul Samuelson - Thomas Sargent | - Leonard J. Savage - Herbert Scarf - Reinhard Selten - Amartya Sen - Lloyd S. Shapley - Stephen Smale - Robert Solow - Hugo F. Sonnenschein - Albert W. Tucker - Hirofumi Uzawa - Robert B. Wilson - Herman Wold - Nicholas C. Yannelis |